# Hansteinsches Schloss

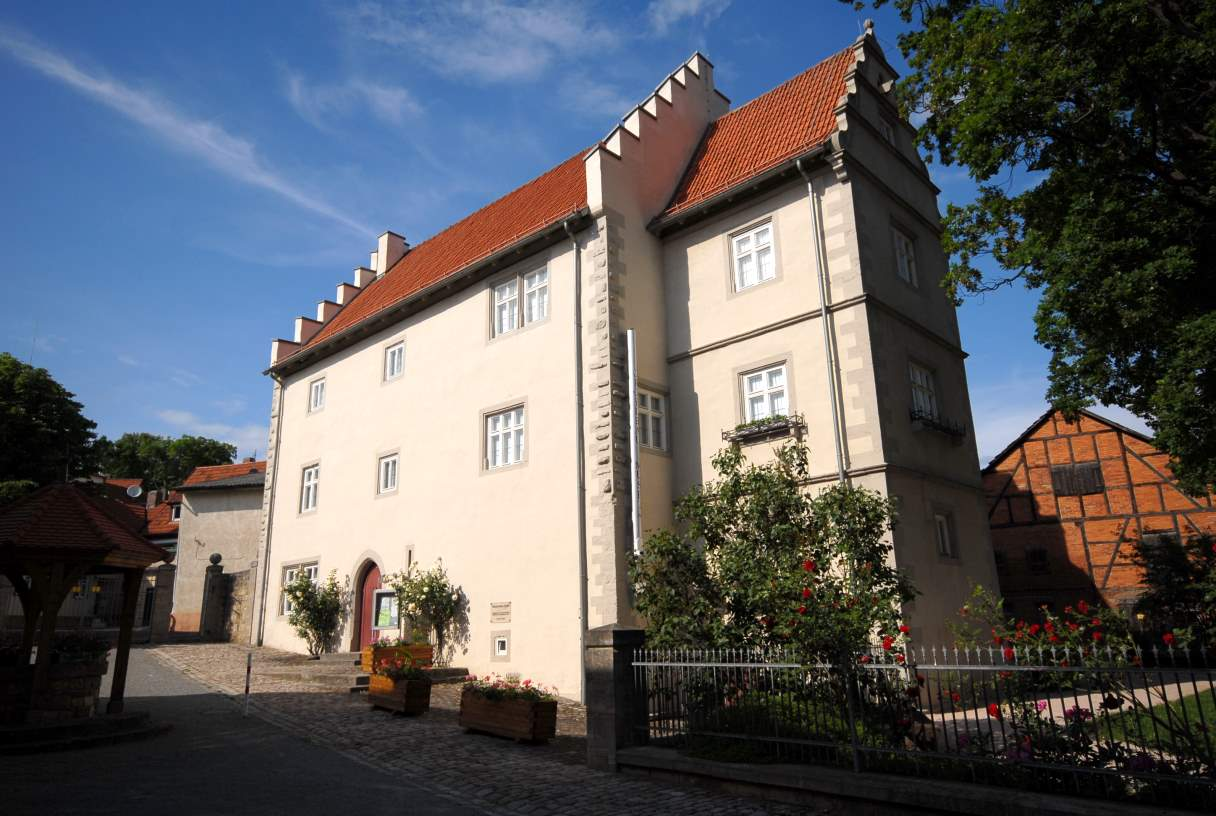
Schloss Hanstein

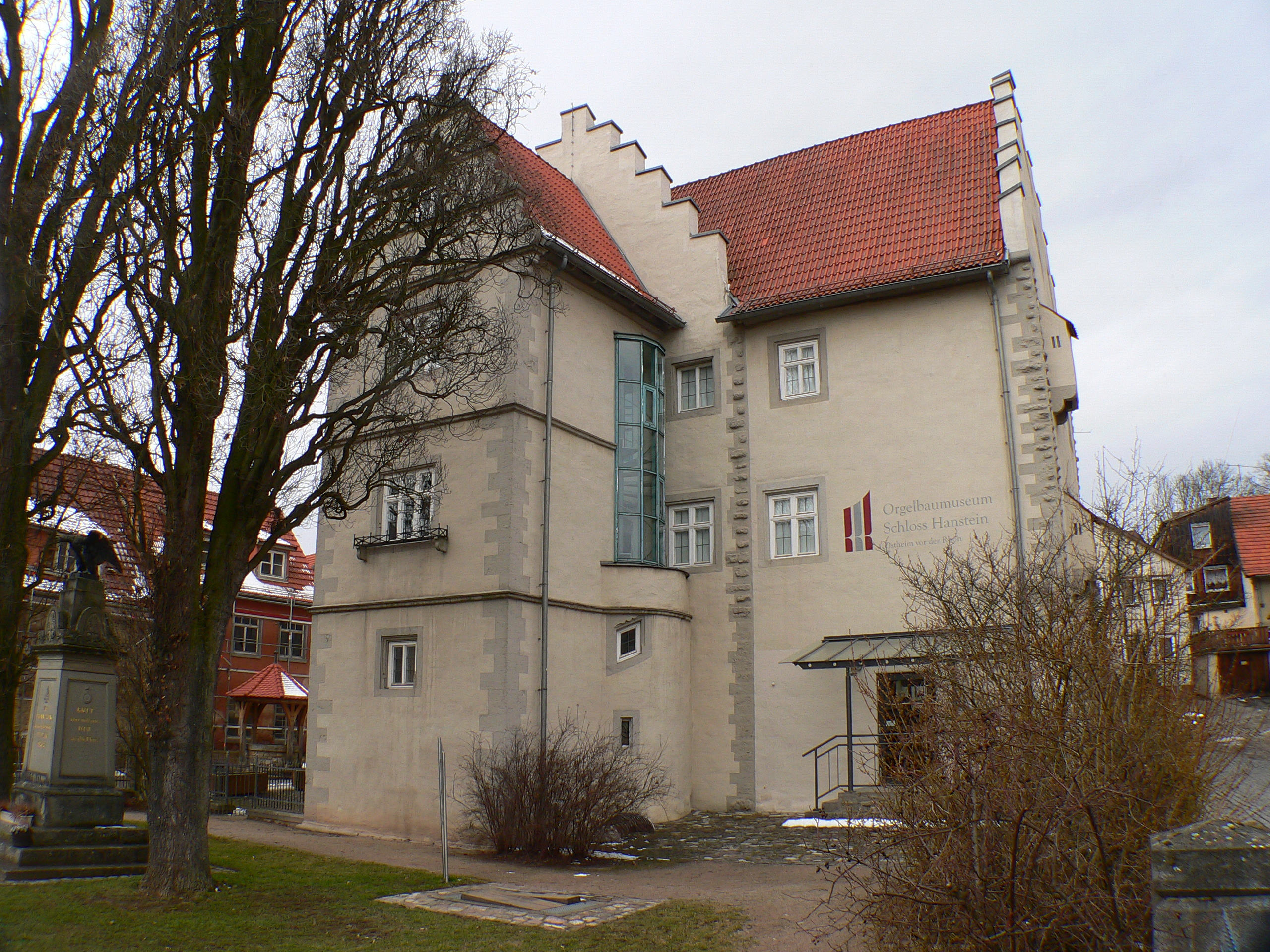
Schloss Hanstein

Das Hansteinsche Schloss ist ein zwischen 1430 und 1450 entstandenes Schloss in Ostheim vor der Rhön.

## Geschichte
Das Schloss wurde zwischen 1430 und 1450 von der Familie von der Tann erbaut. Um 1500 ging es in den Besitz der Marschalk von Ostheim über. Die Familie ließ zwischen 1512 und 1530 den Ostflügel anbauen und verkaufte das Anwesen 1594 an die Familie von der Tann zurück. Caspar von der Tann baute zwischen 1599 und 1604 den Südflügel mit der Sonnenuhr an. 1638 ging das Schloss durch Heirat in den Besitz der Familie von Thumbshirn über. 1689 kam es in den Besitz von Ernst von Hanstein zu Henfstedt und war bis 1754 im Besitz der Familie von Hanstein. 1757 wurde der Bau durch den Stadtbrand beschädigt, aber anschließend wieder aufgebaut. Von 1830 bis 1868 war das Schloss im Besitz von Johann Christian Breitung. 1968 ging das Anwesen in den Besitz der Stadt Ostheim von der Rhön über. Von 1868 bis 1988 wurde es zu Wohnzwecken genutzt und anschließend von 1988 bis 1994 saniert.
Seit 1994 befindet sich hier das Orgelbaumuseum Schloss Hanstein.

## Beschreibung
Das im Kern spätmittelalterliche Adelsgut ist ein zweiflügeliger dreigeschossiger Steinbau mit Treppengiebeln und Eckquaderungen.